# 45-я отдельная гвардейская бригада специального назначения
45-я отдельная гвардейская орденов Кутузова и Александра Невского бригада специального назначения — воинская часть Воздушно-десантных войск. До 2015 года — полк.

## История
45-й отдельный полк специального назначения ВДВ сформирован в феврале 1994 года на базе 218-го и 901-го отдельных батальонов специального назначения.
Одним из ключевых основателей полка был начальник разведки ВДВ Российской Федерации, полковник Павел Яковлевич Поповских.
| 901-й ОБСпН | 218-й ОБСпН |
| 1979 — сформирован на территории Закавказского военного округа как 901-й отдельный десантно-штурмовой батальон 1979 — переведён в состав Центральной группы войск в Чехословакии 1989 — переведён в состав Прибалтийского военного округа (г. Алуксне) май 1991 — переведён в состав Закавказского военного округа (г. Сухуми) август 1992 — передан в подчинение штаба ВДВ и переименован в 901-й отдельный парашютно-десантный батальон 1992 — передан в качестве отдельного батальона в состав 7-й гвардейской воздушно-десантной дивизии 1993 — во время грузино-абхазского конфликта выполнял задачи по охране и обороне военных и государственных объектов на территории Абхазии октябрь 1993 — переведён в Московскую область февраль 1994 — переформирован в 901-й отдельный батальон специального назначения февраль 1994 — передан в состав новоформируемого 45-го отдельного полка специального назначения ВДВ | 25 июля 1992 — сформирован в Московском военном округе. Пункты постоянной дислокации находились в Московской области. июнь-июль 1992 — принимал участие в качестве миротворческих сил в Приднестровье сентябрь-октябрь 1992 — принимал участие в качестве миротворческих сил в Северной Осетии декабрь 1992 — принимал участие в качестве миротворческих сил в Абхазии февраль 1994 — передан в состав новоформируемого 45-го отдельного полка специального назначения ВДВ. |

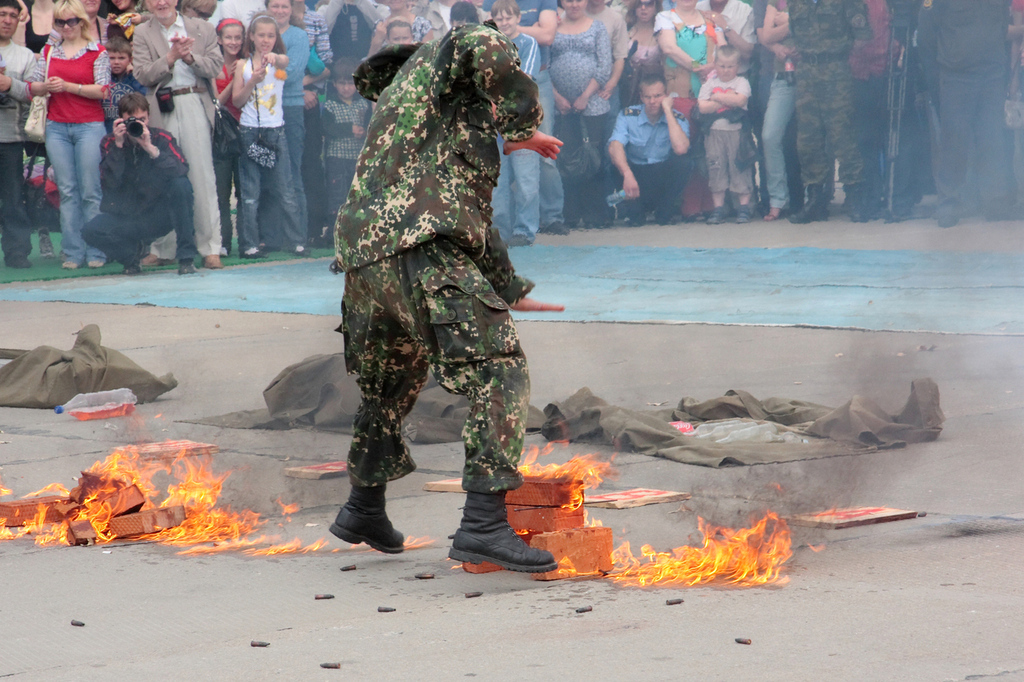
Показательное выступление в Кубинском АТСК

К июлю 1994 года полк был полностью сформирован и укомплектован. Приказом командующего ВДВ в порядке исторической преемственности днём образования 45-го полка указано считать день образования 218-го батальона — 25 июля 1992 года.
2 декабря 1994 года полк переброшен в Чечню для участия в Первой чеченской войне. Подразделения полка принимали участие в боевых действиях до 12 февраля 1995 года, когда полк был переведён обратно на место постоянной дислокации в Московской области. С 15 марта по 13 июня 1995 года в Чечне действовал сводный отряд полка.
Нарукавные знаки полка
30 июля 1995 года на территории дислокации полка в Сокольниках был открыт обелиск в честь воинов полка, погибших в ходе боевых действий.
9 мая 1995 года за заслуги перед Российской Федерацией полк был награждён грамотой Президента Российской Федерации, а военнослужащие полка в составе сводного батальона ВДВ принимали участие в параде на Поклонной горе, посвящённом 50-летию Победы над фашистской Германией.
С февраля по май 1997 года сводный отряд полка находился в Гудауте в составе миротворческой миссии в зоне разделения грузинских и абхазских Вооружённых Сил.
26 июля 1997 года полку было вручено Боевое знамя и грамота 5-го гвардейского воздушно-десантного стрелкового Мукачёвского ордена Кутузова полка, расформированного 27 июня 1945 года.
1 мая 1998 года полк переименован в 45-й отдельный разведывательный полк ВДВ. 901-й отдельный батальон специального назначения расформирован весной 1998 года, в 2001 году на его базе создан линейный батальон специального назначения в составе полка (называемый по старой привычке «901-м»).
С сентября 1999 года по март 2006 года сводный разведывательный отряд полка принимал участие во Второй чеченской войне.
2 февраля 2001 года полку был вручён вымпел Министра обороны Российской Федерации «За мужество, воинскую доблесть и высокую боевую выучку».
8 августа 2001 года на территории полка в Кубинке в присутствии командующего ВДВ генерал-полковника Георгия Шпака был открыт новый мемориальный комплекс в память о воинах полка, погибших при исполнении боевых задач. Ежегодно, 8 января в полку проходит День памяти о погибших воинах.
В апреле-июле 2005 года было принято решение передать 45-му полку Боевое знамя, присвоить почётное наименование «гвардейский» и передать орден Александра Невского, принадлежавшие расформированному в том же году 119-му гвардейскому парашютно-десантному полку. Торжественная церемония передачи отличий произошла 2 августа 2005 года.
В 2007 году 218-й отдельный батальон специального назначения переформирован в линейный, утратив нумерацию и статус отдельной воинской части. С этого времени полк состоит из двух линейных батальонов.
1 февраля 2008 года полк наименован 45-й отдельный гвардейский ордена Александра Невского полк специального назначения ВДВ.
В августе 2008 года подразделения полка принимали участие в войне в Грузии. Офицер полка, Герой России Анатолий Лебедь был удостоен ордена Святого Георгия IV степени.
20 июля 2009 года, в соответствии с Указом Президента Российской Федерации от 18 декабря 2006 года № 1422 полку вручено Георгиевское знамя.
25 июля 2009 года, в день полкового праздника, в Кубинке состоялось малое освящение престола гарнизонного храма 45-го отдельного гвардейского полка, освящённого в честь иконы Божией Матери «Благодатное небо».
В апреле 2010 года батальонная тактическая группа полка выполняла боевую задачу по обеспечению безопасности граждан России на территории Киргизской Республики.
9 мая 2010 года подразделение полка принимало участие в параде ко Дню Победы в Киеве, пройдя в одной коробке с военнослужащими отдельного полка Президента Украины.
Указом Президента Российской Федерации № 170 от 9 февраля 2011 года полк первым в новейшей истории награждён орденом Кутузова. Вручение награды состоялось 4 апреля 2011 года в расположении полка в Кубинке. Президент России Дмитрий Медведев лично прикрепил к Георгиевскому знамени полка знак и ленту ордена.
В мае-июне 2012 года разведывательный взвод полка участвовал в совместных учениях с «зелёными беретами» на американской военной базе 10-й группы специальных сил (англ. 10th Special Forces Group), находящейся в Форт-Карсоне.
Весной 2014 года отдельный разведывательный отряд полка принимал участие в аннексии Крыма Россией.
В ходе общего увеличения численности ВДВ России в конце 2014 года 45-й отдельный полк развёрнут в бригаду.
Бригада принимала участие в военной операции в Сирии. Из открытых источников известно о гибели минимум трёх бойцов бригады.
Принимает участие во вторжении России на Украину.

## Боевой путь
- 1994—1995 — Первая чеченская война
- 1997 — Грузино-абхазский конфликт
- 1999—2006 — Вторая чеченская война
- 2008 — Война в Грузии
- 2014—Н.В. — Российско-украинская война
  - 2014 — Аннексия Крыма Российской Федерацией
  - 2014—2022 — Война на Донбассе
  - 2022—Н.В. — Вторжение России на Украину (с 2022)
- 2015 — Гражданская война в Сирии
- 2022 — Миротворческая операция ОДКБ в Казахстане

## Вооружение
По состоянию на 2009 г., в полку 655 солдат и офицеров, 15 БТР-80 и 1 БТР-Д.
В 2014 году в бригаду поступило более 20 бронетранспортёров БТР-82АМ.
На вооружении бригады на 2012 г. состоят БПЛА Тахион, комплексы РЭБ Лорандит.

## Командиры
- полковник Колыгин Виктор Дмитриевич (1994—2003);
- гвардии полковник Концевой Анатолий Георгиевич (2003—2006);
- гвардии полковник Шулишов Александр Анатольевич (2006—2012);
- гвардии генерал-майор Паньков Вадим Иванович (08.2012 — н. в.).

## Награды
| Награда                   | Дата                | За что получена |
| ------------------------- | ------------------- | --- |
| Советская гвардия         | 2 августа 2005 года | Почётное наименование «гвардейская» и орден Александра Невского переданы от расформированного 119-го гвардейского парашютно-десантного полка |
| Орден Александра Невского | 2 августа 2005 года | Почётное наименование «гвардейская» и орден Александра Невского переданы от расформированного 119-го гвардейского парашютно-десантного полка |
| Орден Кутузова            | 9 февраля 2011 года | Орден Кутузова «за успешное выполнение боевых заданий командования и проявленные при этом личным составом полка мужество и героизм»          |

## Герои
Вручение ордена Кутузова
218-й отдельный батальон (до включения в состав полка)
За мужество и героизм при выполнении миротворческих задач в 1992 году многие военнослужащие батальона награждены правительственными наградами.
901-й отдельный батальон (до включения в состав полка)
За выполнение боевых задач награждено:
- Орденом «За личное мужество» — 43 человека
- Медалью «За отвагу» — 21 человек
- Медалью «За боевые заслуги» — 27 человек

45-й отдельный полк
Герои Российской Федерации:
 Гриднев Вадим Алексеевич
 Ермаков Виталий Юрьевич (посмертно)
 Жидков Дмитрий Васильевич (посмертно)

 Лайс Александр Викторович (посмертно)
 Лебедь Анатолий Вячеславович
 Медков Артём Николаевич (посмертно)
 Непряхин Андрей Анатольевич
 Николаев Александр Юрьевич
 Останин Павел Сергеевич
 Паньков Вадим Иванович
 Романов Алексей Викторович
 Румянцев Алексей Викторович (посмертно)
 Яценко Пётр Карлович (посмертно)
 Игнатов, Владимир Николаевич (посмертно)
 Шикин, Максим Игоревич
 Половинка, Валерий Валерьевич
 Сычёв, Александр Николаевич
 Исбакиев, Магомед Магомедович
 Потапов, Артур Валентинович
Всего, за период существования формирования на 22.10.2017, звания Героя Российской Федерации были удостоены — 14(по другим данным 13) военнослужащих, четверо из них продолжают службу в данном соединении. Пятеро военнослужащих 45-й бригады удостоены трёх орденов Мужества.
Награждения:
- Орденом Святого Георгия — 2 человека
- Орденом Мужества — более 100 человек
- Орденом «За военные заслуги» — более 40 человек
- Орденом «За заслуги перед Отечеством» — 3 человека
- Георгиевским крестом — около 40 человек
- Медалью ордена «За заслуги перед Отечеством» II степени с мечами — 60 человек
- Медалью «За отвагу» — 174 человека
- Медалью Суворова — более 180 человек
- Медалью Жукова — более 60 человек

Среди проходивших службу в составе полка — Вадим Селюкин, серебряный призёр Зимних Паралимпийских игр 2014 года по следж-хоккею в составе сборной России, заслуженный мастер спорта России, дважды кавалер Ордена Мужества.

## Боевые потери
За время участия в боевых действиях полк потерял убитыми 44 человека, более 80 военнослужащих было ранено.
В ходе нападения России на Украину, на начало сентября 2022 года, известно о гибели 14 военнослужащих бригады, в том числе одного офицера.

## Резонансный инцидент с военнослужащими
После гибели 17 октября 1994 года журналиста газеты «Московский комсомолец» Дмитрия Холодова, расследующие дело следственные органы выдвинули версию, что в совершении убийства участвовали офицеры полка, в частности командир отдельного особого отряда 218 батальона капитан Владимир Морозов и его заместители Александр Сорока и Константин Мирзаянц Невзирая на то, что в ходе двух судебных разбирательств, следствие доказало факт хищения обвиняемыми офицерами взрывчатых веществ, подготовку к убийству, включая скрытое наблюдение за погибшим накануне, все обвинения с них были сняты.

## Документальные фильмы о бригаде
- «45 бригада» документальный фильм А. Сладкова, 2020
- «45 ОРП ВДВ» документальный фильм А. Сладкова Россия-1, «Военная программа», 2017
- «Крылатая гвардия специального назначения» документальный фильм о 45-й отдельной гвардейской бригаде специального назначения ВДВ НТВ, программа «Смотр», 2015